# Flatida pallida
Flatida pallida är en insektsart som först beskrevs av Olivier 1791.  Flatida pallida ingår i släktet Flatida och familjen Flatidae.

## Underarter
Arten delas in i följande underarter:
- F. p. olivacea
- F. p. pallida
- F. p. rufescens
- F. p. semimarginata